# Andrzej Tatuśko
Andrzej Tatuśko (ur. 19 września 1963 w Szprotawie) – polski menedżer, polityk, były wicewojewoda legnicki i dolnośląski.

## Życiorys
Studiował w Wyższej Szkole Inżynierskiej w Zielonej Górze i na Akademii Ekonomicznej we Wrocławiu. Pracował m.in. na kierowniczych stanowiskach w spółkach powiązanych z KGHM Polska Miedź. W rządzie Jerzego Buzka z rekomendacji Unii Wolności został wicewojewodą legnickim. Po reformie administracyjnej do 2001 był drugim wicewojewodą dolnośląskim.
W wyborach w 2002 uzyskał mandat radnego rady miejskiej w Polkowicach z ramienia lokalnego komitetu skupionego wokół Emiliana Stańczyszyna. Cztery lata później nie ubiegał się o reelekcję.
Był prezesem zarządu towarzystwa ubezpieczeń wzajemnych z siedzibą w Lubinie. W 2009 objął stanowisko dyrektora Dolnośląskiego Centrum Onkologii.

## Odznaczenia
- Krzyż Kawalerski Orderu Odrodzenia Polski – 2013[4]